# Top+
Top+ foi um programa televisivo semanal cujo objetivo era a divulgação das listas dos topos de vendas musicais (álbuns em formato CD e DVD), conforme as tabelas publicadas pela Associação Fonográfica Portuguesa. Era transmitido aos sábados à tarde, por volta das 14h00, a seguir ao programa informativo Jornal da Tarde, sendo na sua última fase apresentado por Francisco Mendes e Isabel Figueira.
Em 2011 o formato foi alvo de remodelação, tendo sido acrescentando às listas apresentadas a tabela de vendas musicais em formato digital.
Em dezembro de 2012 o programa foi descontinuado.
Antes da sua contratação pela SIC, o programa chegou a ser apresentado por Catarina Furtado.
O Top+ já chegou a ser reposto na RTP Memória.